# Алмквист, Понтус
Понтус Скуле Эрик Алмквист (швед. Pontus Skule Erik Almqvist; род. 10 июля 1999, Нючёпинг) — шведский футболист, вингер клуба «Парма».

## Карьера

### Клубная

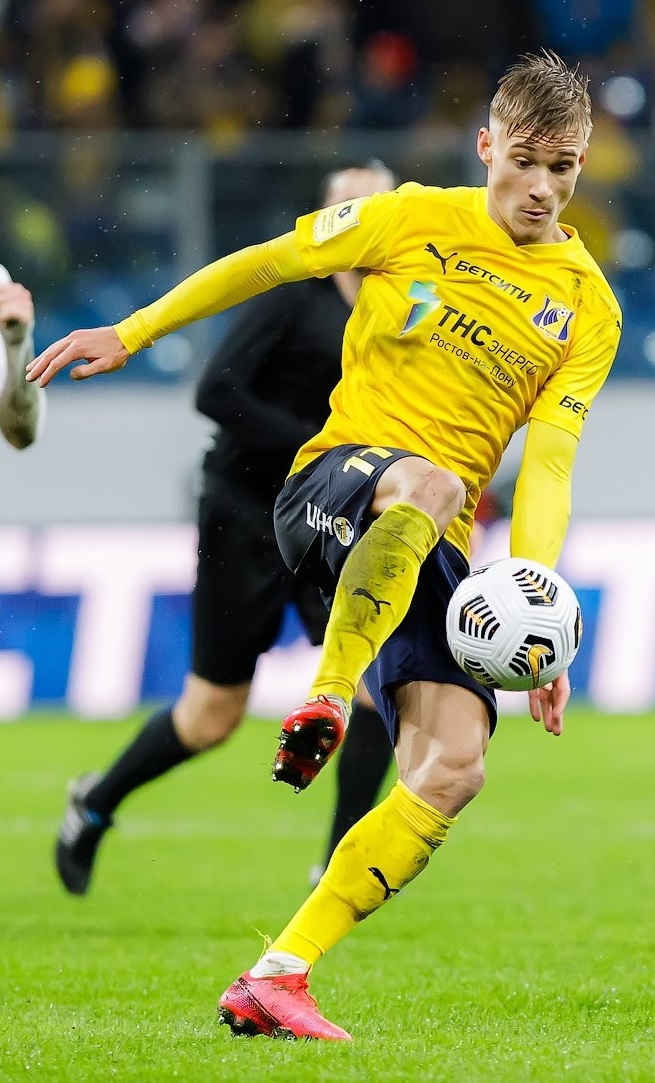
Алмквист в 2021 году

Играл в ряде юношеских клубов Швеции, после этого обучался в футбольной академии Nike в Англии.
Первый профессиональный контракт подписал с клубом «Норрчёпинг» в 2017 году. 23 сентября 2017 года дебютировал за Норрчёпинг, сыграв десять минут в матче против клуба «Хальмстад».
Вскоре был отдан в аренду в клуб второго шведского дивизиона «Сильвия», вышел на поле в трёх матчах, забил один гол.
Сезон 2018 года в качестве арендованного игрока начал в клубе «Варберг», так же из второго дивизиона шведского чемпионата, после четырёх игр клуб покинул, вновь отправившись в аренду в клуб «Норрбю» за который отыграл четырнадцать матчей.
Сезон 2019 года вновь был отдан в аренду в клуб «Сильвия». Сезон 2020 года играл в основе клуба «Норрчёпинг».
15 октября 2020 года подписал пятилетний контракт с российским клубом «Ростов». Дебютировал за основную команду 25 октября 2020 года, выйдя на 85 минуте в домашнем матче против подмосковных «Химок». Свой дебютный гол забил в ворота «Ротора» в матче 23 тура РПЛ головой в прыжке высотой 2 м 64 см.
Летом 2023 года перешёл в итальянский «Лечче». 13 августа дебютировал за клуб в матче первого раунда Кубка Италии против «Комо» и забил победный гол.

### В сборной
Забил свои первый гол за молодёжную сборную Швеции в сентябре 2020 года.

## Статистика выступлений

### Клубная
| Выступление      | Выступление      | Выступление      | Лига | Лига | Кубки | Кубки | Еврокубки | Еврокубки | Итого | Итого |
| Клуб             | Лига             | Сезон            | Игры | Голы | Игры  | Голы  | Игры      | Голы      | Игры  | Голы  |
| ---------------- | ---------------- | ---------------- | ---- | ---- | ----- | ----- | --------- | --------- | ----- | ----- |
| Норрчёпинг       | Аллсвенскан      | 2017             | 1    | 0    | 1     | 0     | —         | —         | 2     | 0     |
| Норрчёпинг       | Аллсвенскан      | 2019             | 7    | 0    | 1     | 0     | —         | —         | 8     | 0     |
| Норрчёпинг       | Аллсвенскан      | 2020             | 20   | 5    | 1     | 0     | —         | —         | 21    | 5     |
| Норрчёпинг       | Итого            | Итого            | 28   | 5    | 3     | 0     | 0         | 0         | 31    | 5     |
| → Сильвия        | Дивизион 2       | 2017             | 3    | 1    | 0     | 0     | —         | —         | 3     | 1     |
| → Сильвия        | Дивизион 1       | 2019             | 6    | 2    | 0     | 0     | —         | —         | 6     | 2     |
| → Сильвия        | Итого            | Итого            | 9    | 3    | 0     | 0     | 0         | 0         | 9     | 3     |
| → Варберг        | Суперэттан       | 2018             | 4    | 0    | 0     | 0     | —         | —         | 4     | 0     |
| → Варберг        | Итого            | Итого            | 4    | 0    | 0     | 0     | 0         | 0         | 4     | 0     |
| → Норрбю         | Суперэттан       | 2018             | 14   | 1    | 1     | 0     | —         | —         | 15    | 1     |
| → Норрбю         | Итого            | Итого            | 14   | 1    | 1     | 0     | 0         | 0         | 15    | 1     |
| Ростов           | Премьер-лига     | 2020/21          | 19   | 1    | 1     | 0     | 0         | 0         | 20    | 1     |
| Ростов           | Итого            | Итого            | 19   | 1    | 1     | 0     | 0         | 0         | 20    | 1     |
| Всего за карьеру | Всего за карьеру | Всего за карьеру | 74   | 10   | 4     | 0     | 0         | 0         | 78    | 10    |

### Сборная
Молодёжная сборная Швеции
| № | Дата            | Оппонент   | Счёт | Голы    | Пасы | Карточки | Минуты    | Соревнование              |
| - | --------------- | ---------- | ---- | ------- | ---- | -------- | --------- | ------------------------- |
| 1 | 4 сентября 2020 | Исландия   | 0:1  | —       | —    | —        | 15'( 75') | Отбор МЧЕ-2021 (группа 1) |
| 2 | 8 сентября 2020 | Италия     | 3:0  | 12′ 29′ | —    | —        | 78'( 78') | Отбор МЧЕ-2021 (группа 1) |
| 3 | 9 октября 2020  | Люксембург | 4:0  | —       | —    | —        | 75'( 75') | Отбор МЧЕ-2021 (группа 1) |
| 4 | 13 октября 2020 | Армения    | 10:0 | —       | —    | —        | 67'( 67') | Отбор МЧЕ-2021 (группа 1) |

Итого: сыграно матчей: 4 / забито голов: 2; победы: 3, ничьи: 0, поражения: 1.